# Homona aestivana
Homona aestivana är en fjärilsart som beskrevs av Walker 1866. Homona aestivana ingår i släktet Homona och familjen vecklare. Inga underarter finns listade i Catalogue of Life.